# フェビピプラント
フェビピプラント（Fevipiprant）は、CRTH2受容体に対してアンタゴニストとなる化合物の1種である。ただし、2016年現在、医薬品としては実用化されていない。

## 構造と性質

フェビピプラントの極限構造式。

フェビピプラントの化学式はC19H17F3N2O4Sであり、
分子量は426.4095である

。
ヒトに対して経口投与すると、CRTH2受容体に対してアンタゴニスト（拮抗薬）として作用することが判明している

。

## 歴史
2016年現在、フェビピプラントはノバルティスが医薬品にすることを目標として開発している化合物の1つである。2016年現在、喘息の治療を目的に、第3相試験中である

。